# Marés luni-solares
Maré Luni-solar é uma maré com o efeito combinado da Lua e Sol. Quando os dois astros estão alinhados, na época de Lua cheia e nova, ocorrem o maior desnível entre a maré alta e baixa que são denominadas marés de Sizígea. Quando o Sol e Lua são alinhados formando um ângulo de 90º um do outro, ocorrem marés com menor desnível que são denominadas de marés de Quadratura e ocorrem por volta da Lua Quarto Crescente e minguantes.